# Kuća Tramontana u Visu
Kuća Tramontana u gradiću Visu, Trg Klapavica 6, zaštićeno kulturno dobro.

## Opis dobra
Kamena dvokatnica Luke Tramontana izgrađena je 1911. godine na zapadnoj strani trga u viškoj Luci. Pročelje okrenuto trgu je osno simetrično – s troja vrata presvedena lukom u prizemlju, centralno postavljenim balkonom na prvom katu do kojeg se pristupa preko lođe u obliku renesansne bifore te centralno postavljenom lođom na drugom katu koja završava širokim polukružnim lukom. Kompozicija završava jakim profiliranim vijencem na čijim su krajevima kamene vaze s vječnom vatrom, a nad tjemenom luka je kameni kip žene s bakljom u ruci. Kuća ima obilježja bečke secesije u interijeru. Jedna je od najistaknutijih profanih neorenesansnih građevina u Dalmaciji iz početka 20. stoljeća.

## Zaštita
Pod oznakom Z-5316 zavedena je kao nepokretno kulturno dobro - pojedinačno, pravna statusa zaštićena kulturnog dobra, klasificirano kao "stambene građevine".